# Колвилл, Чарльз
Сэр Чарльз Колвилл (англ. Sir Charles Colville; 7 августа 1770[…], Шотландия — 27 марта 1843[…], Хампстед, Большой Лондон) — британский полный генерал.

## Происхождение
Чарльз Колвилл  родился в 1770 году, и был третьим сыном Джона Колвилла, 8-го лорда Колвилла из Калросса и Амелии Уэббер.

## Военная служба
Чарльз Колвилл был записан на службу прапорщиком в 1781 году, в возрасте 11 лет (традиция, существовавшая и в России), но фактически вступил в службу только в 1787 году, получив к этому времени, «за выслугу лет», звание лейтенанта. В мае 1791 года он был назначен капитаном в 13-й Сомерсетширский пехотный полк, с которым были связаны дальнейшие 19 лет его службы. Только к декабрю 1791 года Колвилл добрался до своего полка, который был расквартирован в Вест-Индии, где в то время разворачивалась борьба между англичанами и французами за обладание высокодоходными колониями, которая продлилась вплоть до 1815 года включительно. Прослужив в Вест-Индии несколько лет, Колвилл вместе со своим полком вернулся в армию, был произведён в подполковники и назначен командиром полка.
Колвилл командовал 13-м полком при подавлении ирландского восстания 1798 года, которое было поднято ирландцами в надежде на помощь французов. Затем он принял участие в малоизвестной и неудачной для Англии экспедиции в Ферроль, после чего был направлен сражаться с Наполеоном в Египет. В Египте его полк входил в состав бригады генерал-майора  Джона Крэддока, и отличился на финальном этапе кампании отличился в битвах при Абукире и при Александрии. Покинув Египет вместе со своим полком, Колвилл оказался в Гибралтаре, где прослужил до 1805 года. Он стал полковником, но сохранил за собой ту же должность (командир 13-го полка). После короткого периода жизни в Англии, Колвилл в 1808 году опять отправился со своим полком в Вест-Индию, на Бермудские острова. В 1809 году почти двадцатилетний период службы Колвилла в 13-м пехотном полку закончился. Он был наконец произведён в бригадиры и сделан командиром 2-й бригады в дивизии Джорджа Прево. Во главе этой части новоиспеченный генерал участвовал в битве за французскую Мартинику. 
25 июля 1810 года Колвилл был повышен в чине до генерал-майора, после чего сразу же попросил о переводе на Пиренейский полуостров, где уже несколько лет происходили основные военные действия между англичанами и французами. В октябре 1810 года он принял командование 1-й бригадой 3-й дивизии генерала Томаса Пиктона. Колвилл командовал своей бригадой в битве при Фуэнтес-де-Оньоро и Сьюдад-Родриго, а также во время второй и третьей осады Бадахоса, к 1812 году став командиром дивизии.
Во время одного из сражений генерал Колвилл был ранен в ногу и потерял палец на руке, и отправился для излечения в Англию. Он пропустил сражение при Саламанке, однако вернулся, чтобы принять участие в битве при Витории, где, из-за недостатка более высоких вакансий, он опять командовал бригадой, и был снова ранен, на этот раз легко. В августе 1813 года Чарльз Колвилл вновь был повышен до должности командира дивизии, но когда Пиктон выздоровел после очередного ранения, он снова был заменён. Генерал Колвилл хорошо проявил себя при осаде Байонны и окончил Пиренейскую войну на французской земле.
За все эти заслуги Колвилл был награждён Армейским золотым крестом с одной пряжкой, а также большим крестом ордена Бани (в 1815 году). 
После возвращения Наполеона с Эльбы Колвилл был назначен командиром 4-й пехотной дивизии в армии Веллингтона. В ходе битвы при Ватерлоо эта дивизия располагалась на крайне правом фланге, и принимала лишь относительно небольшое участие в сражении. Позднее, в качестве компенсации за это, Веллингтон получил свежим частям Колвилла штурмовать Камбре, единственную французскую крепость, которая отказалась сдаваться сразу. В ходе штурма Колвилл потерял всего 30 человек убитыми и ранеными; крепость была взята.  
После этого Колвилл продолжал службу на военно-административных должностях. С 1819 по 1825 год он командовал армией в Бомбее, с 1828 по 1833 год являлся губернатором Маврикия, который до 1810 года являлся колонией Франции. Отношения Колвилла с местным населением были плохими. Французы-плантаторы категорически не желали отказываться от рабовладения, рабы искали любого повода, чтобы восстать. Налоги с острова собирались плохо. 
В 1837 году Чарльз Колвилл был произведён в полные генералы. Он скончался 27 марта 1843 года в Хэмстеде, недалеко от Лондона. 
В честь генерала был назван красиво цветущий кустарник семейства бобовых Колвиллея (род Colvillea с единственным видом Colvillea racemosa, родом с острова Мадагаскар, также распространённый и на Маврикии).
Судьба генерала Колвилла как полководца сложилась неоднозначно. Формально занимая высокие должности в действующей армии, он не снискал славы, равной славе   своих коллег, отчасти потому, что только в 1810 году попал на Пиренеи, отчасти потому, что почти два года не был утверждён в должности дивизионного командира, и лишь замещал болевших или раненых генералов. При Ватерлоо ему снова не повезло, так как, хотя он был одним из всего 15 наиболее высокопоставленных англо-нидерландских генералов в этом бою, фактически его часть принимала лишь незначительное участие в сражении. Не был генерал Колвилл и выдающимся администратором. Тем не менее, он вошел в британскую историю, как храбрый и честный солдат.

## Семья
В 1818 году, в возрасте 48 лет,  Колвилл женился на Джейн Мур (ум. 27 мая 1843 года), старшей дочери Уильяма Мюре из Колдуэлла. У него было два сына, Чарльз Джон (1818— 1903) и Уильям Джеймс (1827— 1903), ставшие офицерами, и две дочери, Кэтрин Дороти (ум. 1904) и Джорджина Клементина (ум. 1871). После смерти его старшего брата, адмирала Джона Колвилла, 9-го лорда Колвилла Калросского в 1849 году (без наследников), титул достался его старшему сыну, Чарльзу Джону.